# Fujitsu FR
A Fujitsu FR (avagy Fujitsu RISC) egy 32 bites RISC processzorcsalád. Újabb verziói tartalmaznak lebegőpontos egységet és egyes modellek videóbemeneti analóg-digitális átalakítót és digitális jelfeldolgozó processzort (DSP) is.
Támogatja a Softune (integrált fejlesztőkörnyezet), a GNU Compiler Collection és egyéb integrált fejlesztői környezet is.

## Alkalmazásai
Ezt a processzortípust leginkább a képfeldolgozásra specializált Milbeaut jelprocesszorok korai változatainak vezérlésére használták (a Milbeaut jelprocesszorok számos részegységet tartalmazó jelfeldolgozó mikrovezérlők, egy központi processzor irányítása alatt). Bár a 2011-es 6. generáció egyes változataiban és a későbbi generációkban általánosan a vezérlő processzort kétmagos ARM architektúrájú processzorokra cserélték, ASSP és ASIC változatokban az FR vezérlőt továbbra is felhasználják.
Ezt a típust alkalmazták a Nikon Expeed képfeldolgozó processzorok 1-től 3-ig terjedő verzióiba épített processzormagok szerepében is (a 3A és a 4 verziókba már ARM alapú processzorokat építettek).

## Jellemzők
Az FR család teljes egészében a Fujitsu fejlesztése, felépítésében egy 32 bites RISC architektúra, amelyet beágyazott nagy sebességű vezérlőkben való felhasználás céljaira optimalizáltak.
A processzorok főbb jellemzői:
- Általános célú regiszter-architektúra
- 32 bites címzést alkalmazó lineáris címtér (4 GiB címezhető)
- 16 bites rögzített utasításhossz (kivéve a közvetlen adatot tartalmazó és a koprocesszornak szóló utasításokat)
- 5 fokozatú futószalag az alaputasításoknak, egy utasítás egy ciklus alatt hajtódik végre
- a 32 bit × 32 bites számítás lehetővé teszi a szorzó utasítások 5 ciklus alatti végrehajtását
- lépésenkénti osztás, 32 bit/32 bites művelet
- a periféria-áramköröket direkt címzéssel éri el
- koprocesszor-utasítások közvetlenül a perifériás gyorsítóegységek számára
- nagy sebességű megszakításfeldolgozás, végrehajtási ideje 6 ciklus

Forrás:

## Fordítás
Ez a szócikk részben vagy egészben  a   Fujitsu FR című angol Wikipédia-szócikk ezen változatának fordításán alapul.  Az eredeti cikk szerkesztőit annak laptörténete sorolja fel. Ez a jelzés csupán a megfogalmazás eredetét és a szerzői jogokat jelzi, nem szolgál a cikkben szereplő információk forrásmegjelöléseként.